# De boezemvriend (film)

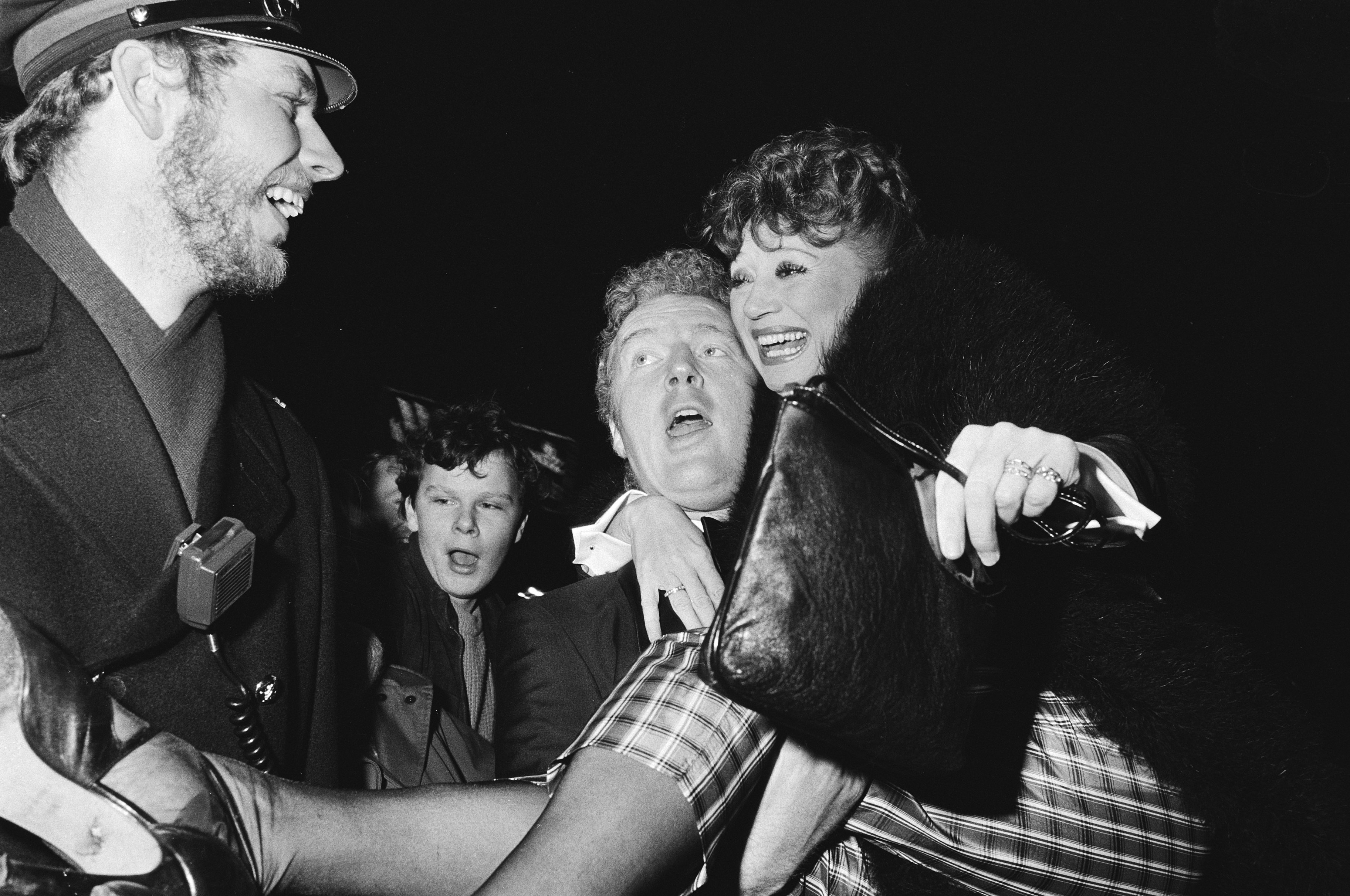
André van Duin draagt Corrie van Gorp uit een koetsje bij de premiere

De boezemvriend is een Nederlandse film uit 1982. Internationale titel is The Bosomfriend. De film is gebaseerd op het toneelstuk De revisor van Nikolaj Gogol.
In de bioscoop werd de film bezocht door circa 716.000 mensen.

## Verhaal
Het verhaal begint in 1811, Napoleon is druk bezig met de voorbereidingen voor een invasie in Rusland als hij overvallen wordt door een enorme kiespijnaanval. Ondertussen worden er in de Nederlanden soldaten geronseld voor deze campagne, op een plein in de stad is een rondreizende kwakzalver bezig geld te verdienen onder het mom van tandarts, deze, opererende onder de naam professor Pasdupain (alias Fred van der Zee), wordt ruw verstoord als er Franse soldaten komen om elke goed functionerende jongeman mee te nemen. Hij weet te ontsnappen en krijgt in het bos een lift van een kermisdame genaamd Mercedes. Hij wordt op slag verliefd maar moet al gauw weer vluchten voor roversbenden. Na deze uitputtingsslag komt hij bij herberg 'De Boekanier' aan. Rammelend van de honger besluit hij naar binnen te gaan, ondanks dat hij geen stuiver op zak heeft. De herberg blijkt bevolkt te worden door vrijbuiters, struikrovers en ander geboefte. Hier bestelt en verorbert hij maaltijd na maaltijd om de hiervoor verschuldigde betaling steeds maar weer te kunnen uitstellen.
Intussen krijgt de kolonel van een plaatselijk gelegen district een brief van het hof uit Parijs dat er een roodharige belastinginspecteur onderweg is. De corrupte kolonel en zijn al even corrupte gevolg zijn al gauw in rep en roer bij dit aangekondigde bezoek. De intussen door het eindeloze eten meer dood dan levende zijnde Fred van der Zee wordt, net voor hij in de herberg door ruwe struikrovers in elkaar wordt gemept, aangezien voor de inspecteur. Hij wordt gered en naar het kasteel van de kolonel gebracht. Nadat hij begrijpt dat hij voor inspecteur wordt aangezien, besluit hij in zijn rol te blijven en profiteert van de luxe. De kolonel wil zelfs zijn dochter Sophie aan hem uithuwelijken. Als alles op zijn plaats valt en de ware aard achter Van der Zee wordt ontdekt, ontvlucht hij het kasteel, en wordt onder het gezag van de kolonel de achtervolging ingezet. Eenmaal bij de plaatselijk opgezette kermis ontmoet Fred van der Zee Napoleon en weet diens zere kies te trekken waarop Napoleon hem tot boezemvriend uitroept.

## Rolverdeling
| Acteur                | Personage                       |
| --------------------- | ------------------------------- |
| André van Duin        | Fred van der Zee                |
| Leen Jongewaard       | kolonel Moeskop                 |
| Geert de Jong         | vrouw van de kolonel            |
| Manouk van der Meulen | Sofie, dochter van de kolonel   |
| Henk Reijn            | adjudant                        |
| Hans Leendertse       | burgemeester                    |
| Tetske van Ossewaarde | vrouw van de burgemeester       |
| Ischa Meijer          | commissaris van politie         |
| Hannah de Leeuwe      | vrouw van de commissaris        |
| Frans Mulder          | gemeentesecretaris              |
| Maeve van der Steen   | vrouw van de gemeentesecretaris |
| Connie Breukhoven     | Mercedes                        |
| Corrie van Gorp       | madame Tilly                    |
| Jérôme Reehuis        | Napoleon                        |
| Frans van Dusschoten  | maarschalk                      |
| Marjolein Sligte      | revueartieste                   |
| André Hazes           | herbergier                      |
| Jon Bluming           | herbergbezoeker                 |
| Manke Nelis           | zanger                          |
| Tonny Eyk             | accordeonist                    |
| Herbert Joeks         | tandartspatiënt                 |
| Carol van Herwijnen   | inspecteur van de keizer        |
| Reinout Bussemaker    | Ridder                          |

## Liedjes
In de film komen de liedjes 'Waar is de steek van de keizer?' van André van Duin en 'Ik ben Tilly' van Corrie van Gorp voor. Daarnaast is er nog een cameo van Manke Nelis.

## Trivia
- Voor de film werden opnamen gemaakt op Kasteel Heemstede in Houten, op Slot Zeist en in de bossen bij Leusden en Leersum.[1]
- Door critici werd de film al snel tot het "Waterloo van Van den Ende" uitgeroepen.[bron?] De film kwam ook maar net uit de rode cijfers.
- De film vertoont overeenkomsten met de film The Inspector General uit 1949 met Danny Kaye, die op hetzelfde boek is gebaseerd.